# Sävast Ski Team

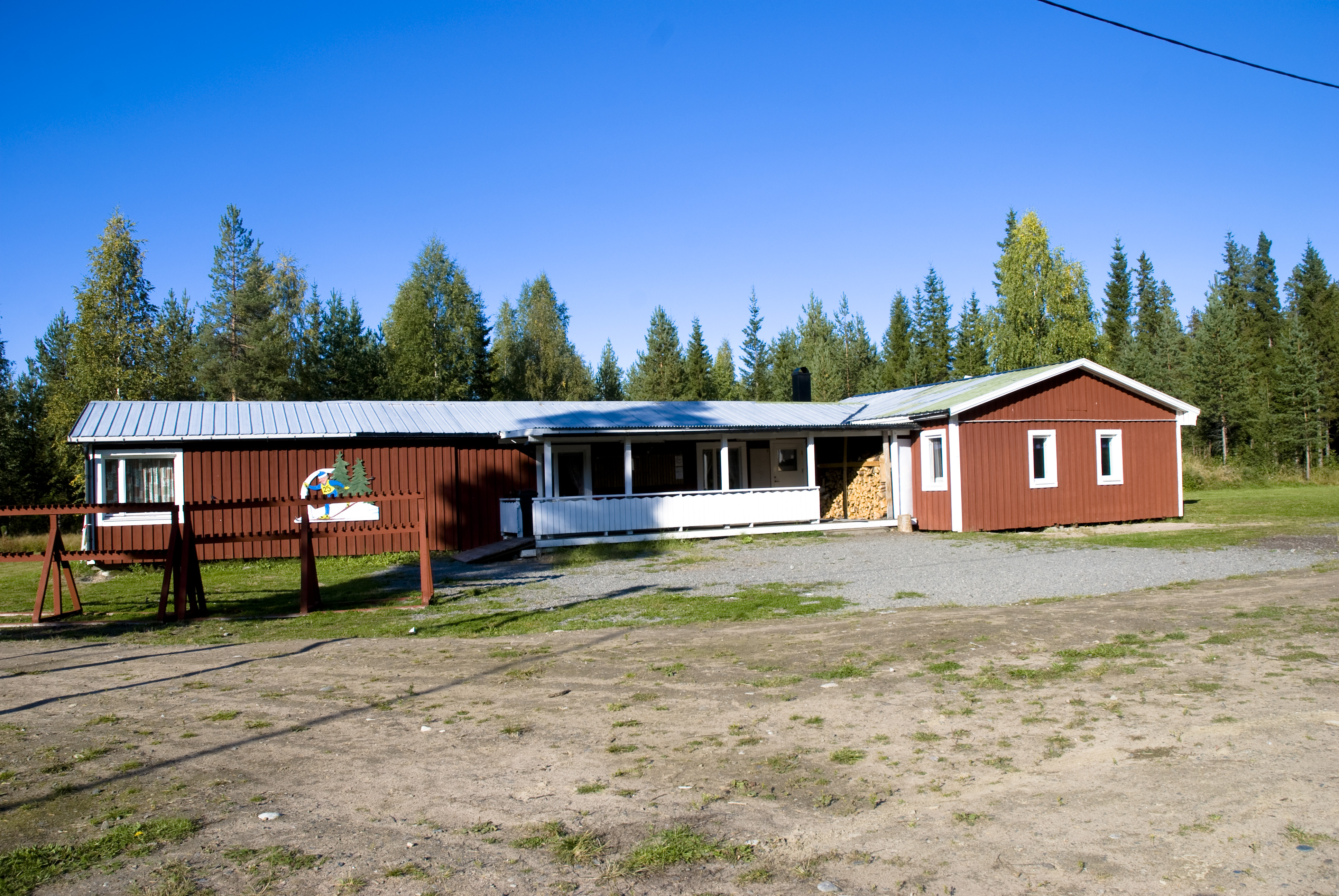
Sävast Ski Teams skidstuga

Sävast Ski Team är en skidklubb baserad i Sävast i Bodens kommun. Klubben har cirka 230 medlemmar. Sävast Ski Team driver el-ljusspår i Sävast som är mellan 0,7 och 10 kilometer långa. I klubbens regi drivs även en teknikbana.
Varje år i januari arrangerar klubben en av Norrbottens största skidtävlingar, Sävastspelen, där ungdomar i alla åldrar från hela Norrland samt delar av Finland deltar.